# Verkehrsgesellschaft Breitenbach
Die Verkehrsgesellschaft Breitenbach mbH & Co. KG (kurz VG Breitenbach) ist ein Verkehrsunternehmen in Hamm.

## Linien

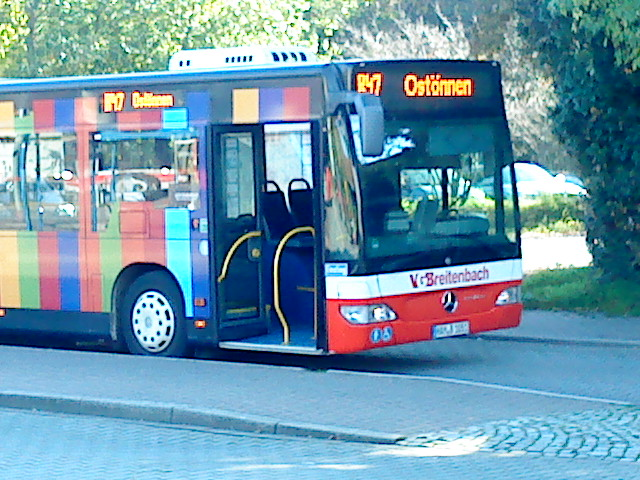
Ehem. Linie R47 Richtung Ostönnen (die Konzession liegt heute bei der RLG)

Die VG Breitenbach betreibt im Gebiet der Verkehrsgemeinschaften Münsterland und Ruhr-Lippe öffentlichen Personennahverkehr mit Omnibussen. Das Liniennetz umfasst folgende 24 Linien (Stand 30. Juni 2025):
- RegioBus-Linien: R37, R38, R42, R43, R44, R45, R46, R54
- StadtBus-Linien: 4, 13, 14 (Hamm); C1, C2, C3 (Werl)
- sonstige Linien: 28, 341, 513, 515, 528, 546, 611, 612
- TaxiBus-Linien: T61, T62, T63

Darüber hinaus ist die Verkehrsgesellschaft Breitenbach Subunternehmen der folgenden Unternehmen:
- Stadtwerke Hamm
- VKU
- RLG
- DSW21

Des Weiteren betreibt die VGB im Auftrag des Dortmunder Flughafens auch den Airport Express als einzige Direktverbindung vom Dortmunder Hauptbahnhof zum Flughafen. Die Fahrtdauer beträgt etwa 22 Minuten. Auf dieser Linie gilt nicht der VRR-Tarif, sondern ein Sondertarif.

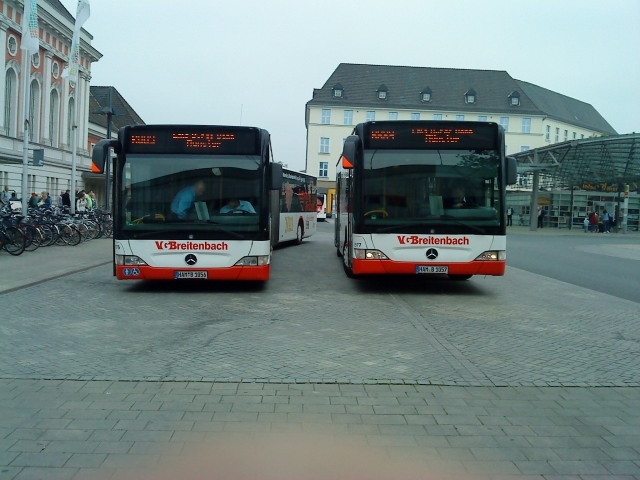
Zwei Busse im Schienenersatzverkehr

## Geschichte
Die heutige Verkehrsgesellschaft Breitenbach wurde 1927 als Limousinenservice-Unternehmen gegründet. In den 1930er Jahren wurde der erste Reiseomnibus beschafft. Nach dem Zweiten Weltkrieg beschaffte die Fa. Breitenbach Touristik weitere Reisebusse; hinzu kamen eigene Linienverkehre im Großraum Hamm.
1993 wurde der erste Niederfluromnibus beschafft; 2003 wurde der komplette Fuhrpark auf behindertenfreundliche Niederfluromnibusse umgestellt.
Im Jahr 2006 erhielt das Unternehmen als erstes Busverkehrsunternehmen in Europa zehn Omnibusse, die die erst ab 2009 gültige Abgasnorm Euro 5 einhalten. 2007 folgten nochmals neun Fahrzeuge, die diesmal auch die EEV-Norm einhalten. Damit ist der Abgas- und Feinstaubausstoß auf das Level eines Erdgasbusses gesunken. 2008 setzte die VG Breitenbach ihre umweltorientierte Fahrzeugbeschaffung fort: Es wurde ein weiterer Gelenkbus beschafft, der das Umweltzeichen Blauer Engel trug.
Zum 25. Mai 2016 hat die Gesellschaft den Betrieb in Teilen des Linienbündels Soest West mit dem Stadtbus Werl und einigen Buslinien zwischen Menden, Wickede, Neheim, Ense und Voßwinkel übernommen.
Zum 1. Juni 2018 hat das Unternehmen die Linie R43 zwischen Neheim und Werl von der Busverkehr Ruhr-Sieg übernommen und eine neue Schnellbuslinie S40 in der Relation Neheim – Werl – Welver eingerichtet. Am 1. November 2018 übernahm das Unternehmen den Betrieb der Linie R42 zwischen Wickede und Werl von der Busverkehr Ruhr-Sieg.
Anfang 2022 wurde eine neue Expresslinie mit der Nummer X50 zwischen Ahlen und Münster mit zwei Fahrten je Richtung eingeführt. Dabei verkehrte sie von Ahlen aus auf direktem Wege nach Münster-Hiltrup, nur eine Haltestelle befand sich in Rinkerode. Die Haltestellen auf Münsteraner Stadtgebiet war nur der Ausstieg aus Ahlen kommend bzw. nur der Einstieg nach Ahlen verkehrend möglich. Im Gegenzug verlor man allerdings die Konzession für die Linien S35 und R51 an die Westfalen Bus.
Zum 17. September 2022 musste das Fahrtenangebot auf vielen Linien aufgrund von Personalmangel teilweise stark ausgedünnt werden. Betroffen waren vor allem der Abend- sowie der Wochenendverkehr. So wurde der Betrieb auf der Linie 14 in Hamm samstags, die der Linien S40 und X50 sogar komplett eingestellt; im Kreis Soest verkehren die Linien sonntags nur im 3-Stunden-Takt.

## Fuhrpark

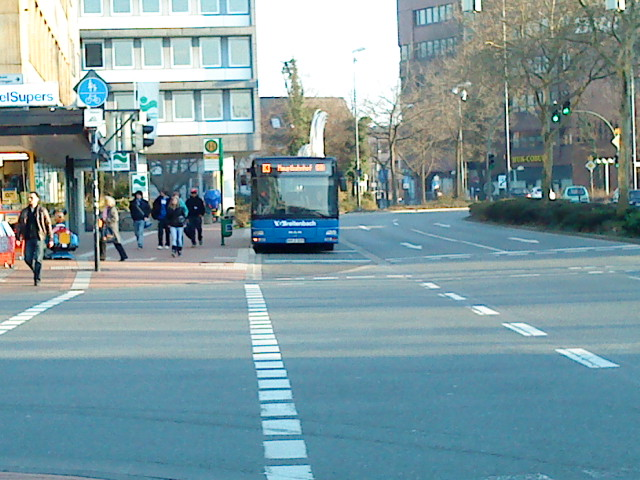
Ein MAN A21 als Linie 83

Der Fuhrpark der VGBreitenbach setzt sich derzeit überwiegend aus Bussen der MAN-Serien A20, A21, A23, A26, A35, A37 und A78 zusammen.
Darüber hinaus befinden sich aber auch Fahrzeuge des Mercedes-Benz Citaro zum Fuhrpark der VGB. Für den Reiseverkehr steht ein Fahrzeug aus dem Hause Setra zur Verfügung. Für Schüler- und Gelegenheitsverkehr kann man auf einige Kleinbusse auf Basis des Mercedes-Benz Sprinters zurückgreifen.